# Бартолићи
Бартолићи (итал. Sovischine) је насељено место у унутрашњости Истарске жупаније у Републици Хрватској. Административно је у саставу Града Бузета.

## Становништво
Према задњем попису становништва из 2001. године у насељу Бартолићи живела су 54 становника који су живели у 12 породичних домаћинстава.
Кретање броја становника по пописима 1857—2001.
| година пописа  | 1857. | 1869. | 1880. | 1890. | 1900. | 1910. | 1921. | 1931. | 1948. | 1953. | 1961. | 1971. | 1981. | 1991. | 2001. |
| бр. становника | 347   | 376   | 224   | 305   | 276   | 345   | 494   | 524   | 340   | 294   | 219   | 130   | 102   | 60    | 54    |

Напомена:У 1869, 1921. и 1931. исказано под именом Совишчине, a 1948. pod imenom Бартолићи. У 1857, 1869, 1921. и 1931. садржи податке за насеље Крти. 